# 加藤裕司
加藤裕司（日语：／ Katō Yūji，1978年8月23日—），日本男子柔道运动员。他曾代表日本参加2004年和2012年夏季残疾人奥林匹克运动会柔道比赛，其中2004年夏季残奥会获得一枚银牌。